# Tomorrow (группа)
Tomorrow — английская рок-группа 1960-х годов, игравшая психоделические рок и поп и фрикбит. Ранее была известна как Four Plus One и The In-Crowd. Они были среди первых психоделических групп Англии наряду с Pink Floyd и Soft Machine. Свою самую первую сессию Tomorrow записали на шоу диджея Джона Пила Perfumed Garden на BBC Radio 1 21 сентября 1967 года. Несмотря на успех у критиков и поддержку Джона Пила, который пригласил их на своё радио-шоу, группа не достигла коммерческого успеха.

## История
Как The In-Crowd записали песни «Am I Glad to See You» и «Blow-Up» специально для фильма Микеланджело Антониони «Фотоувеличение» (1966). Тексты песен к картине являются почти дословным пересказом сюжета фильма. Однако, обе песни оставались неиспользуемыми пока The Yardbirds не были наняты снимать сцену в ночном клубе, в которой появлялись The In Crowd.
Как Tomorrow они впервые предстали перед публикой в британской комедии Smashing Time (1967) под именем The Snarks. Джон «Джуниор» Вуд был болен и его заменил Джон Пирс, продавец одежды. И снова их музыка не была использована в фильме, создатели которого предпочли привлечь группу Skip Bifferty.
В течение 1967 года группа выпустила два сингла, один из которых, «My White Bicycle», был позже перепет хард-рок группой Nazareth, и спародирован Найджелом Планером в телесериале Подрастающее поколение. По словам барабанщика Твинка, песня появилась под влиянием Dutch Provos, анархистской группы из Амстердама которая продвигала идею совместное использование велосипедов: «у них в Амстердаме были белые велосипеды, и они их оставляли по всему городу. И если ты куда-то собрался, и тебе нужен велосипед, ты просто брал его, ехал куда-то и оставлял там. Любой, кому нужен велосипед просто брал его и оставлял после использования».
Сингл сентября 1967 года «Revolution» появился раньше одноимённой песни The Beatles на год. В книге Джо Бойда White Bicycles — Making Music in the 1960s он считает исполнение этой песни группой в клубе UFO апофеозом британского андеграунда 1960-х годов. В том же клубе UFO Tomorrow также совместно играли с Джими Хендриксом.
Вокалист Tomorrow Кит Уэст в настоящее время больше известен как участник проекта Марка Вирца Teenage Opera, который дал ему единственный хит «Excerpt from a Teenage Opera (Grocer Jack)» и короткий коммерческий успех. Гитарист Стив Хау позже присоединился к прогрессив-рок-группе Yes, в то время как барабанщик Твинк помог The Pretty Things закончить их концептуальный альбом S.F. Sorrow, а затем играл в группе Pink Fairies. Джон Вуд занялся продюсированием музыки.

## Дискография

### Альбомы
- февраль 1968 — Tomorrow (Parlophone)
- 1998 — 50 Minute Technicolor Dream (RPM; компиляция в основном ранее неизданных записей)

### Синглы
The In Crowd
1965
- апрель — That's How Strong My Love Is / Things She Says (Parlophone, 48-е место в UK Singles Chart[6]
- сентябрь — Stop, Wait a Minute / You're on Your Own (Parlophone)
- ноябрь — Why Must They Criticise / I Don't Mind (Parlophone)

Tomorrow
1967
- май — My White Bicycle (Хопкинс/Бёрджесс[англ.])/ Claramount Lake (Parlophone)
- сентябрь — Revolution (Хопкинс/Хау) / Three Jolly Little Dwarfs (Parlophone)